# Michael Paul
Michael Paul (Hanau, 15 de abril de 1961) é um ex-jogador de handebol profisional alemão. Ganhou medalha de prata nos Jogos Olímpicos de Verão de 1984.
Michael Paul fez cinco partidas com 17 gols. 